# Quarterona
Quarterona war ein spanisches Volumenmaß und als Getreidemaß in Anwendung. Gültig war das Maß im Königreich Valencia und in der Stadt selbst.
- 1 Quarterona = 1,046 Liter

Die Maßkette war 
- 1 Cahiz = 12 Bracellas/Barchillas/Fanegas = 48 Almudes/Celemines = 96 Medios = 192 Quarterones = 201 Liter (= 10.077 Pariser Kubikzoll = 199 ⅔ Liter[1])